# 交通量

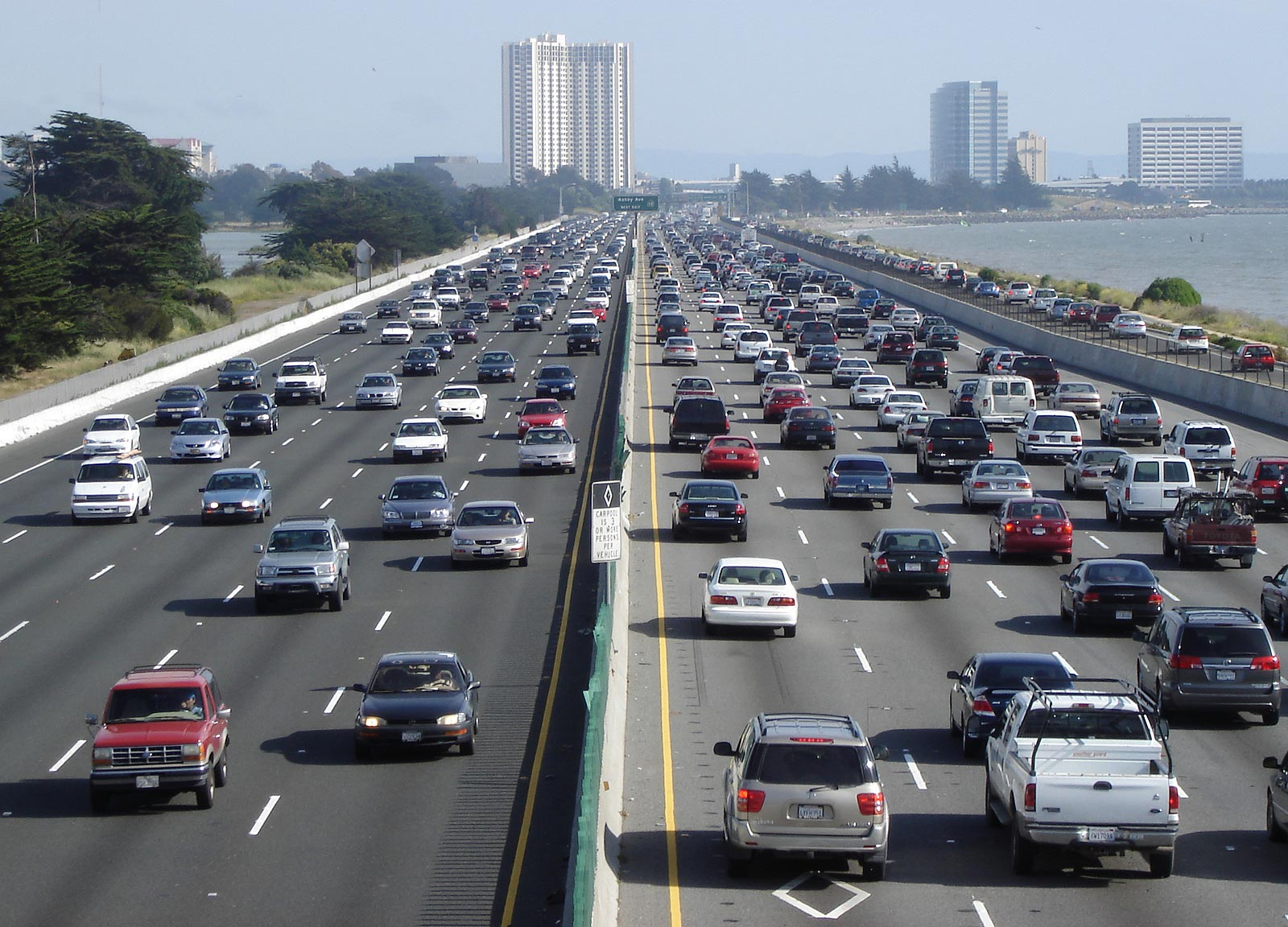
バークレーの州間高速道路80号線。多くの車線があり、交通量が多い。

交通量（こうつうりょう、英: traffic volume）とは、ある地点を単位時間当たりに通行する車の量である。歩行者など、車以外の交通に対しても用いられることがある。類似の概念に、交通量における単位時間を1時間に固定した、交通流率（こうつうりゅうりつ、rate of flow）がある。
交通量は季節や月・週・時間帯などの影響を受け、変動する。例えば、観光地周辺の道路はある特定の季節・月になると急激に交通量が増し、また、平日よりも土曜日・日曜日の方が交通量が多くなる傾向にある。

## 平均速度・交通密度との関係
平均速度{\displaystyle V} (km/h) は、道路のある地点を通過した複数台の車が、単位時間内に何キロメートル進んだかを平均値で表した単位で、1時間あたりの距離 (km) で表される。交通密度{\displaystyle k}（台/km）は交通混雑度を表す単位のことで、1キロメートルあたりの車の台数で表される。また、ある地点において、前走車の先端部が通過してから後続車の先端部が通過するまでにかかった時間（秒）を車頭時間という。
交通量を{\displaystyle Q}とすると、ある地点を1時間のあいだで通過した車の台数{\displaystyle Q}（台/h）で表される。この地点を通過する車の平均速度が{\displaystyle V} (km/h)であるとすれば、最初に通過した1台目の車が{\displaystyle V}キロメートル先まで先行すると、この間に後続する車の台数は{\displaystyle Q}台存在することになる。交通量{\displaystyle Q}は、交通密度{\displaystyle k}と平均速度{\displaystyle V}の積で表される。また交通量{\displaystyle Q}の逆数は平均車頭時間、つまり平均車頭時間の逆数が交通量となる。
1時間あたりの交通量を、それぞれ数式に表すと
- 交通量{\displaystyle Q}（台/h）{\displaystyle =}交通密度{\displaystyle k}（台/km）×平均速度{\displaystyle V} (km/h)
- {\displaystyle 1}÷交通量{\displaystyle Q}（台/h）{\displaystyle =}平均車頭時間（h）
  - ゆえに、交通量{\displaystyle Q}（台/h）{\displaystyle =}{\displaystyle 3600}÷平均車頭時間（秒）

の関係にある。

## 交通流率
交通量は、ある単位時間内に観測地点を通過した車の台数で決められ、通過車両の車種や単位時間の長さについて特段の決まりはない。道路にはさまざまな種類の車両が混在しており、特に大型車両などは車長が長いため交通状態に影響をもたらすこととなる。このことから、大型車台数を乗用車台数に換算して表現した交通量をpcu（英：passenger car unit）とよんでいる。
交通流率（pcu/h）は、例えば5分間など1時間よりも短い時間で計測された交通量（台）を、1時間あたりに換算したpcu交通量で表したものである。高速道路などの幹線道路には、数多くの車両感知器が設置されていて、感知器から得られた通過車の台数などの観測データを用いて、平均速度、交通密度、交通流率などのデータを得てその地点の渋滞などの交通状況を分析している。

## 交通量に影響するもの
- 道路の殆どは公共事業によって作られるため、工事が年末や期末に集中する問題が挙げられる。
- 交通事故が発生すると、怪我をした人の救急搬送、事故車や破片の撤去、実況見分などで交通に影響する。
- ショッピングセンターなどの大型施設の新設により、特に自動車の目的地が変わることによって交通量が当該箇所に集中する。

## 法律
安全かつ円滑な交通を維持するため、交通に関する様々な規則が法律（道路法・道路交通法・道路運送法など）で定められている。

## 交通量調査
信号機の設置や点灯時間の調整、道路の立体交差化など交通量を調整して交通の円滑化を図るため、交通量調査（こうつうりょうちょうさ）が行われる。
現地での計数に、多くは単発のアルバイトを雇う。種別（例.　トラック／バン／バス／乗用車）を判断し数取器を押していく。
日本最初の交通量調査は、記録上では大正十年4月1日に、東京大学正門と裏門の間を玉置豊次郎らが実施したものとされ、その後東京市内で幾つか実施がなされていく。

### トラフィックカウンター
交通量を自動的に数えるシステムはトラフィックカウンターと呼ばれている。
AIの進化によって監視カメラを使ったトラフィックカウンターが普及し、人手による交通量調査は廃止されてきている。

## 組織
日本の交通量に関する組織には以下のようなものがある。
- 国土交通省
- 日本道路交通情報センター (JARTIC)